# 南港镇 (舒城县)
南港镇，是中华人民共和国安徽省六安市舒城县下辖的一个乡镇级行政单位。

## 行政区划
南港镇下辖以下地区：
街道社区、过湾村、金星村、龙潭村、公义村、缸窑村、沙埂村、三冲村、鹿起村、落凤岗村、藕塘村、益山村、老岭村、石头村、郭店村、河西村、樟冲村、东弄村和花园村。